# Elapomorphus quinquelineatus
Espèce
Synonymes
- Coluber quinquelineatus Raddi, 1820
- Elapomorphus accedens Jan, 1862
- Calamaria blumii Schlegel, 1837

Elapomorphus quinquelineatus est une espèce de serpents de la famille des Dipsadidae.

## Répartition
Cette espèce est endémique du Brésil. Elle se rencontre dans les États du Rio Grande do Sul et de Santa Catarina.

## Publication originale
- Raddi, 1820 : Di alcune specie nuove di rettili, e piante brasiliane. Memorie di Matematica e di Fisica della Società Italiana delle Scienze residente in Modena, vol. 18, p. 313-343 (texte intégral).